# Servische Progressieve Partij
De Servische Progressieve Partij (Servisch: Српска напредна странка, Srpska napredna stranka, SNS) is een conservatieve Servische politieke partij die in 2008 werd opgericht door Aleksandar Vučić. De SNS vormt het voornaamste deel van de brede coalitie Samen kunnen we alles voor elkaar krijgen die sinds 2012 aan de macht is.

## Geschiedenis

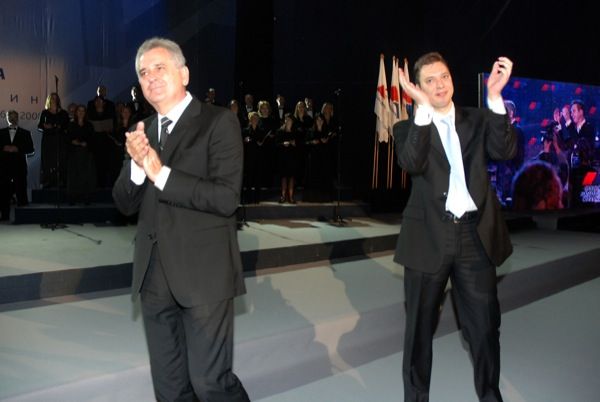
Tomislav Nikolić en Aleksandar Vučić tijdens de partijconventie van oktober 2008

De Servische Progressieve Partij (SNS) is een afsplitsing van de extreemrechtse Servische Radicale Partij (SRS) van Vojislav Šešelj (*1954). Šešelj was ten tijde van het bewind van president Slobodan Milošević (1941-2006; r. 1989-2000) vicepremier van Servië (1998-2000) geweest. Hij stond terecht voor het Joegoslavië-tribunaal maar werd in 2016 vrijgesproken. Gedurende zijn proces bleef Šešelj aan als leider van de SRS. Binnen zijn partij was echter een meer gematigde stroming opgekomen die vond dat Servië toe zou moeten kunnen treden tot de Europese Unie. Dit stuitte op fel verzet van Šešelj die een verklaard tegenstander is van het Westen en de westerse liberale cultuur. Leiders van de vleugel binnen de SRS die toenadering wensten te zoeken tot de EU waren Tomislav Nikolić (*1952) en Aleksandar Vučić (*1970). In 2008 kwam het tot een breuk binnen de SRS en op 8 september 2008 werd door Nikolić, Vučić en enkele medestanders de SNS opgericht. Nikolić werd de eerste leider van de SNS.
Als onderdeel van een brede coalitie won de SNS de parlementsverkiezingen van mei 2012 en de partij trad toe tot de regering van premier Ivica Dačić. De gelijktijdig gehouden presidentsverkiezingen werden door Nikolić gewonnen en hij werd in juni van dat jaar als president geïnaugureerd. Vučić volgde Nikolić op als partijvoorzitter. De coalitie viel in 2014 uiteen en bij de vervroegde verkiezingen kwam de SNS als winnaar uit de bus. De coalitie waar de partij deel van uitmaakte, De Toekomst waar wij in geloven kreeg 48% van de stemmen, goed voor 158 van de 250 zetels in het parlement. Vučić werd premier van de nieuwe regering waarbij sleutelposten naar de SNS gingen. Premier Vučić schreef in 2016 vervroegde verkiezingen uit in de hoop zijn mandaat in het parlement te kunnen versterken, maar de door de SNS geleide coalitie Servië Wint verloor 39 zetels en kwam uit op 131. Daarmee bleven SNS en bondgenoten wel veruit de grootste in het parlement. In 2017 werd Vučić tot president van Servië gekozen en volgde partijgenoot Ana Brnabić hem op als minister-president. 
De parlementsverkiezingen van 2020 werden met overmacht gewonnen door de SNS coalitie Voor onze Kinderen.
Op 4 april 2022 won zittend president Vučić de presidentsverkiezingen: hij kreeg 56% van de stemmen. Een tweede stemronde was om die reden niet nodig. De SNS-coalitie Samen kunnen we alles voor elkaar krijgen won eveneens de tegelijkertijd gehouden parlementsverkiezingen, maar moest wel zetels inleveren. De verkiezingen waren mogelijk niet eerlijk verlopen.
Op 27 mei 2023 trad Vucic terug als voorzitter om naar eigen zeggen president van alle Serven te kunnen zijn. Als zijn opvolger werd Miloš Vučević aangewezen, die op 2 mei 2024 ook premier werd.

## Ideologie
De SNS is een conservatieve, nationalistische partij die streeft naar aansluiting van Servië bij de Europese Unie. De partij is ook populistisch. Op economisch vlak staat de SNS een liberale markteconomie voor. Ondanks de toenadering tot de EU streeft de SNS naar het handhaven van de traditioneel nauwe banden die er bestaan tussen Servië en Rusland. De laatste jaren is de SNS onder Vučić sceptischer geworden ten aanzien van de EU.
De SNS erkent de onafhankelijkheid van Kosovo niet en ziet Kosovo als een provincie van Servië.

## Satelliet-partijen
Binnen en buiten Servië kent SNS enkele cliënt- of satelliet-partijen: Alliantie van Hongaren in Vojvodina (SVM), de Sociaaldemocratische Partij van Servië (SDPS), de Beweging van Socialisten (PS), de Bond van Sociaaldemocraten van Vojvodina (LSV) de Beweging van de Kracht van Servië (PSS-BK) en de Servische Volkspartij (SNP). Buiten Servië kent de SNS de volgende partijen die in een afhankelijkheidsrelaties staan tot de SNS: de Nieuwe Servische Democratie (Montenegro), de Democratische Volkspartij (Montenegro), de Servische Progressieve Partij in Macedonië (Noord-Macedonië), de Servische Radicale Partij in de Servische Republiek (Republika Srpska) en de Servische Progressieve Partij in de Servische Republiek (Srpska)

## Betrekkingen met buitenlandse partijen
De SNS onderhoudt contacten met de Vrijheidspartij van Oostenrijk (FPÖ), de partij Verenigd Rusland en er bestaan nauwe banden tussen SNS en de Communistische Partij van China.

## Voorzitters van de SNS
| No. | No. | President        | President | Geboren | Begin termijn   | Einde termijn |
| --- | --- | ---------------- | --------- | ------- | --------------- | ------------- |
| 1   |     | Tomislav Nikolić |           | 1952    | 21 oktober 2008 | 24 mei 2012   |
| 2   |     | Aleksandar Vučić |           | 1970    | 24 mei 2012     | —             |

## Verkiezingsresultaten
| 2012 | 58 (250)  |
| 2014 | 128 (250) |
| 2016 | 93 (250)  |
| 2020 | 157 (250) |
| 2022 | 95 (250)  |
| 2023 | 103 (250) |